# Petrus Josephus Verhoef
Petrus Josephus Verhoef (15 maart 1928 - 9 april 2011) was van 1976 tot en met 1992 burgemeester van de voormalige gemeente Ter Aar. Daar was Piet Verhoef de langst zittende burgemeester met een nadrukkelijk CDA stempel. Voor zijn burgemeesterschap was P.J.Verhoef vanaf 1964 wethouder in Woerden.
Hij ontving in zijn leven diverse erkenningen: Officier in de Orde van Oranje-Nassau, Ridder in de Orde van Sint-Gregorius de Grote in de Burgerlijke klasse, Eretekenen van de gemeente Ter Aar en de gemeente Woerden.